# Пайпер, Джон (художник)
Джон Эгертон Кристмас Пайпер (англ. John Piper; 13 декабря 1903, Эпсом — 28 июня 1992, Бакингемшир) — английский художник и график.
Дж. Пайпер большую часть своей жизни провёл в местечке Фаули-Боттом в графстве Бакингемшир, севернее города Хенли-он-Темс. Родился в семье адвоката. Образование получил в Эпсомском колледже, затем изучал живопись и графику в Школе искусств Ричмонда и в лондонском Королевском колледже искусств. Уже в начальный период своего творчества большое внимание уделяет абстрактной живописи.
Детство художника прошло в сельской местности Бакингемшира, и впоследствии это тематизировало его творчество. Пайпер создаёт пейзажи со старинными церквями и памятниками у просёлочных дорог. В годы Второй мировой войны он, как и другие ведущие английские художники (Г. Мур, Г. Сазерленд), был мобилизован и в ранге военного художника работал в области агитации и пропаганды, создавая рисунки, карикатуры и графические работы для популярных сборников.
После окончания войны Дж. Пайпер пишет преимущественно пейзажи. Совместно с Патриком Рентьеном он создаёт новые витражи для восстановленного после немецких бомбардировок кафедрального собора в Ковентри. Работал также над украшением интерьеров кафедральных соборов в Чичестере и в Херефорде. Был известен как театральный художник.
Дж. Пайперу был присвоен британский орден Кавалеров Почёта.
Наиболее полная ретроспектива работ Дж. Пайпера прошла в лондонской галерее Тейт Британия в 1983—1984 годах. В Тейт хранится 182 картины художника.

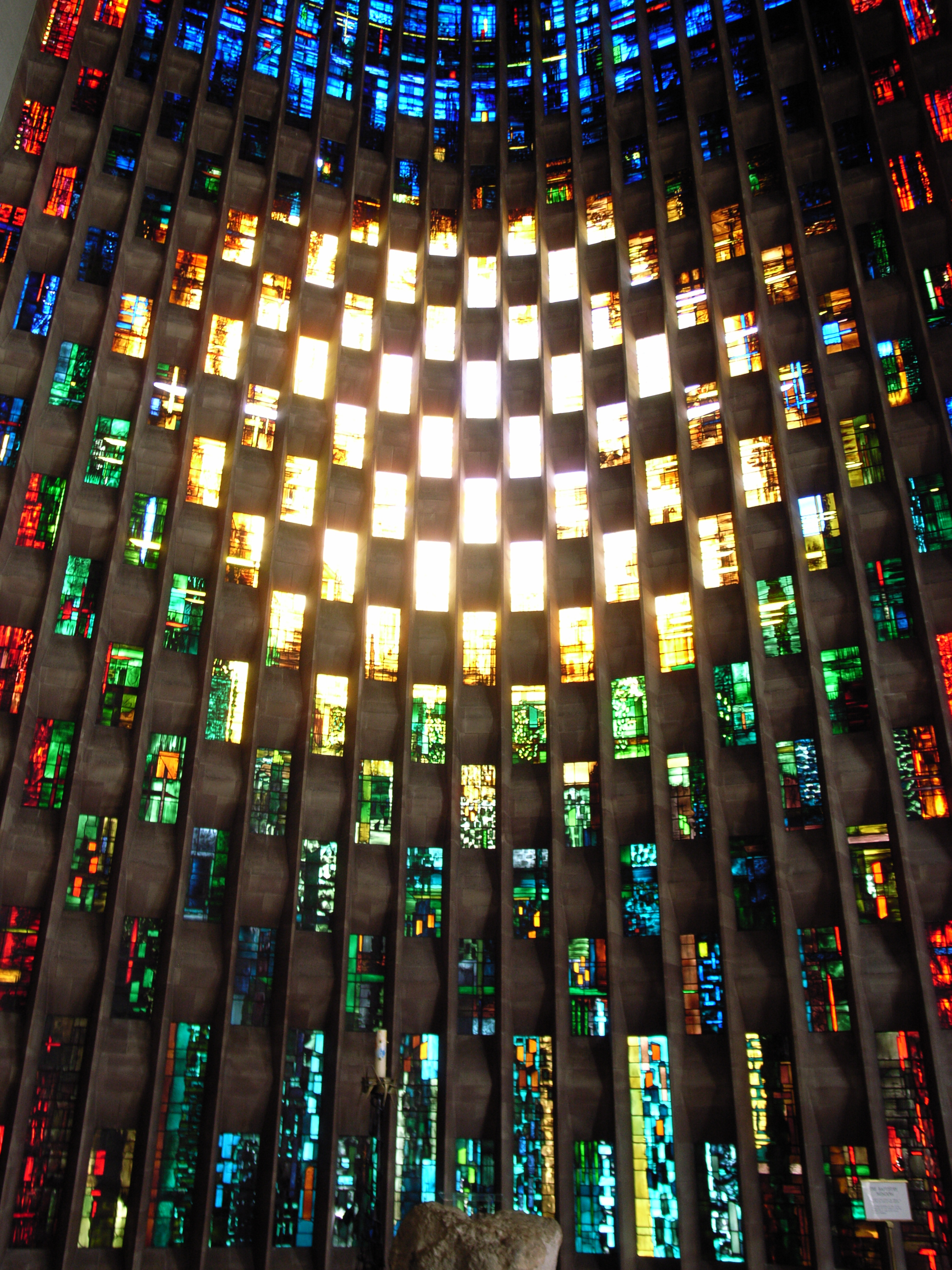
Ковентри
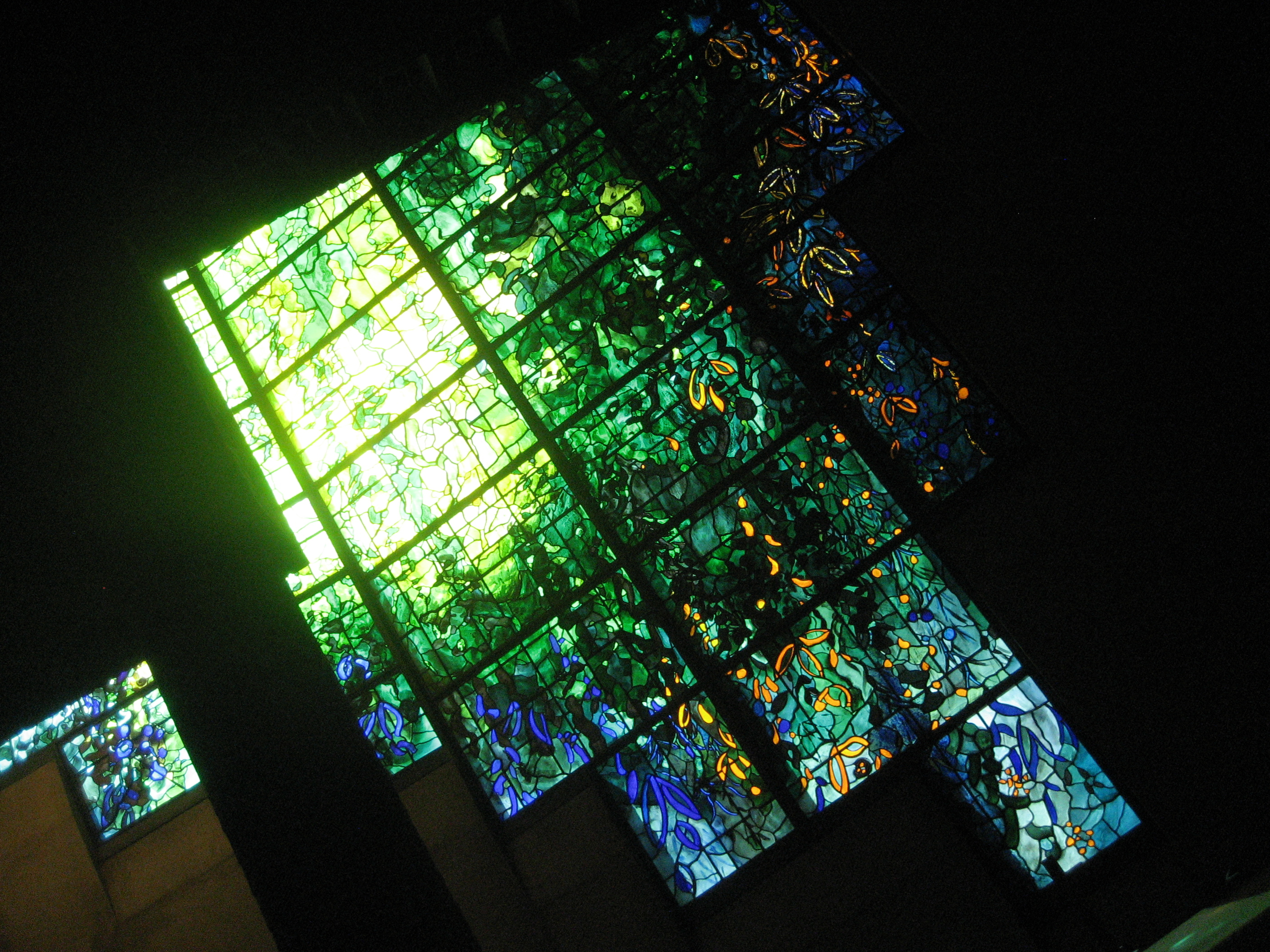
Кембридж